# William Poole (econoom)

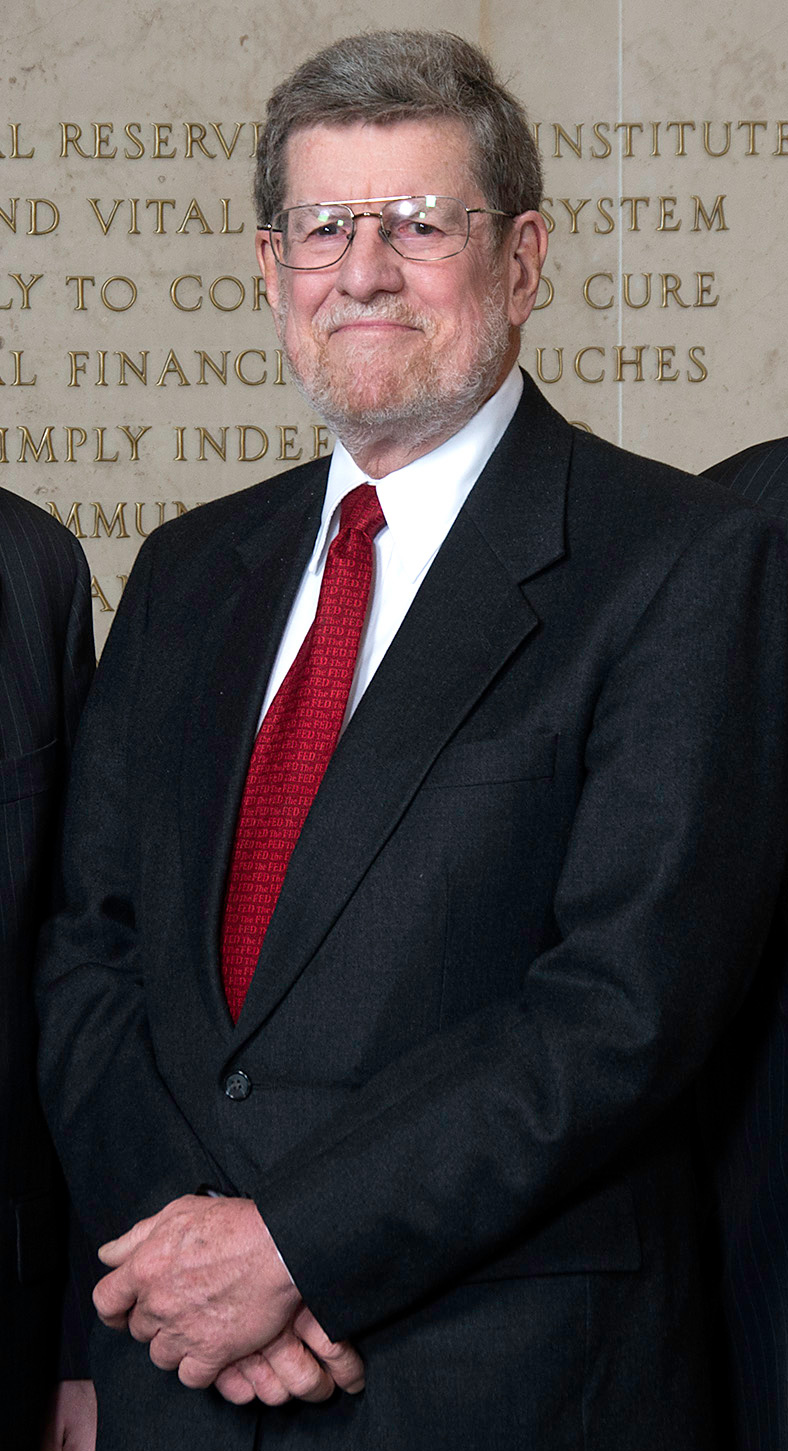
William Poole

William Poole (Wilmington (Delaware), 19 juni 1937) is een econoom die behoort tot de monetaristische school. Hij was de elfde voorzitter van de Federal Reserve Bank of St. Louis. Zijn voornaamste bijdrage aan de economische wetenschap is de Poole-analyse.

## Poole-analyse
William Poole deed zijn analyse uit de doeken in zijn paper Optimal Choice of Monetary Policy Instruments in a Simple Stochastic Macro Model, gepubliceerd in 1970 in de Quarterly Journal of Economics. Het leverde een oplossing voor het instrumentenprobleem waar centrale banken mee geconfronteerd worden. Binnen een Hicksiaans IS-LM-model vroeg Poole zich  af of monetaire overheden beter voor een interest doelstelling of voor een monetaire doelstelling dienen te kiezen.
Poole vond dat een monetaire doelstelling het voordeligst is voor economieën waar reële schokken (die opereren via de IS-curve) veel voorkomen. Voor economieën waar schokken voornamelijk van monetaire aard zijn (opererend via de LM-curve) stelt hij een interest doelstelling voor.

## Economische crisis
In lijn met zijn monetaristische opvattingen uitte William Poole in april 2009 harde kritiek op Minister van Financiën Timothy Geithner. Hij zei dat "de Fed, door uit het niets geld te creëren, niet alleen het risico loopt om gigantische inflatie te creëren, maar ook het budgetrecht van het Amerikaans Congres heeft genegeerd. Veel programma's moesten eerst toegelaten worden en het is niet aan de Fed om daarover te beslissen."